# Olegário Tolói de Oliveira
Olegário Tolói de Oliveira (Araquara, 7 november 1939 – São Paulo,  28 juni 2024), beter bekend onder zijn spelersnaam Dudu, was een Braziliaans voetballer en trainer.

## Biografie
Dudu begon zijn carrière bij Ferroviária uit zijn geboortestad en maakte in 1964 de overstap naar Palmeiras, waar hij aan de zijde van Ademir da Guia, grote successen mee behaalde. Hij won drie staatstitels en vier landstitels met Palmeiras. 
Als trainer was hij enkele keren aan de slag voor Palmeiras en won er in 1976 het Campeonato Paulista mee.
Olegário Tolói de Oliveira overleed op 28 juni 2024 op 84-jarige leeftijd aan een Parvovirus buikinfectie.